# Kölner Erbvogtei

Wappen des Kölner Erbvogts

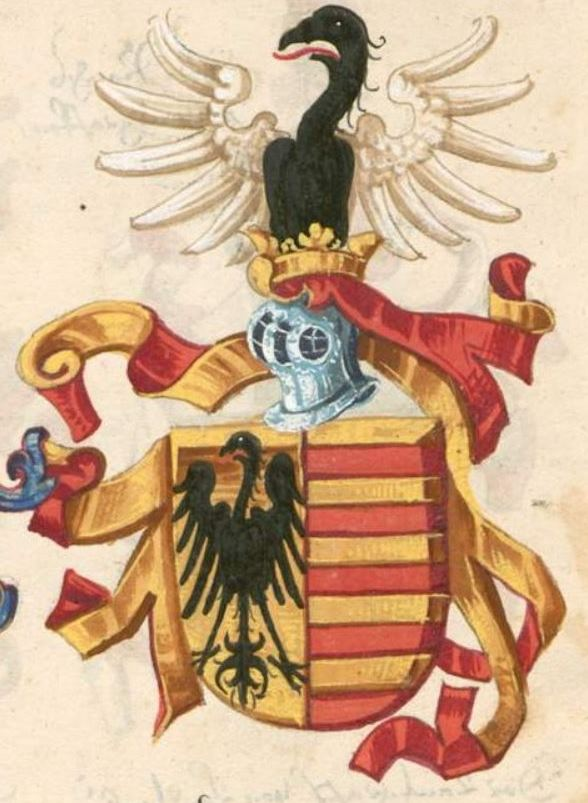
Conrad Grünenberg, Wappen „Graue von Nuwenar“ als Kölner Erbvogt, um 1480/85 (Kopie von 1602/04)

Die Kölner Erbvogtei war ein kurkölnischer Verwaltungs- und Gerichtsbezirk, der zuletzt als Unterherrschaft dem Amt Hülchrath zugeordnet war. Der Kölner Erbvogt war ursprünglich als Stadtvogt einer der weltlichen Vertreter des Erzbischofs in der Stadt Köln. Er war als Gerichtsherr neben dem Burggrafen der höchste landesherrliche Ministeriale in Köln. Mit der Emanzipation der Stadt Köln zur Reichsstadt verlor er an Bedeutung. Ein erbvogteiliches Gericht blieb allerdings bestehen.

## Geschichte
Vögte (lateinisch advocati) wurden im Erzstift beziehungsweise der Stadt Köln schon im 10. Jahrhundert erwähnt. Im 11. Jahrhundert gab es zwei Vögte. Der eine war der Stiftsvogt (in den Quellen unter anderem als lateinisch advocatus major, lateinisch advocatus sancti Petri, lateinisch advocatus Coloniensis ecclesiae bezeichnet). Die Erzbischöfe vergaben dieses Amt häufig an regionale Dynasten. Als Stiftsvögte fungierten die Grafen von Saffenberg und später die Grafen von Sayn. Ihre Aufgabe war die weltliche Wahrung der Interessen und der Schutz des Erzstifts. Ihre tatsächliche Bedeutung war indes relativ gering.
Davon zu unterscheiden ist der Stadtvogt (lateinisch advocatus urbis, lateinisch advocatus Coloniae, lateinisch advocatus de familia s. Petri). Später wurde er vorwiegend Erbvogt (lateinisch advocatus hereditarius) genannt. Dieser vom Erzbischof ursprünglich ernannte Stadtvogt als Vertreter des Landesherren und Vorsitzender des Gerichts in Köln hatte einen aus der Bürgerschaft stammenden Stellvertreter. Der Stadtvogt selbst kam aus den erzbischöflichen Ministerialen beziehungsweise später aus dem Adel (lateinisch nobilis advocatus).
Anfangs wurde der Stadtvogt jährlich am Margarethentag (13. Juli) neu ernannt. Spätestens seit 1189, als Erzbischof Philipp einen Streit zwischen dem Burggrafen und dem Stadtvogt schlichtete, war das Amt erblich und der Inhaber Lehnsmann des Erzbischofs. Auch nach der Entmachtung der Erzbischöfe in Bezug auf ihre Rechte in der Stadt und Entwicklung der Stadt Köln zur Reichsstadt blieben die Vögte als Gerichtsherren mit beschränkten Rechten bischöfliche Funktionsträger in der Stadt.
Ein erbvogteiliches Gericht befand sich am Eigelstein. Mit dem Amt verbunden war ein Lehenshof und der Sitz im kurkölnischen Landtag. Der Hof der Erbvogtei war schon 1262 von dem Erbvogt Rütger angekauft worden. Er war frei von allen Lasten und war der älteste Rittersitz in dem neuen Vorstadtbezirk, der außerhalb der noch teilweise vorhandenen Römermauern der mittelalterlichen Stadt lag.
Die Erbvogtei war bis ins 14. Jahrhundert hinein im Besitz des Hauses Heppendorf. Im Jahr 1373 fiel es an den Erzbischof als heimgefallenes Lehen zurück und wurde möglicherweise zeitweise erneut an das Haus Heppendorf verliehen, ehe das Amt an das Haus Neuenahr kam. Von Adolf von Neuenahr kam es über seine Schwester Magdalena an Arnold von Bentheim-Tecklenburg. Allerdings wurde dies durch Kurfürst Ernst von Bayern bestritten, war Adolf doch ein Gefolgsmann des zum Protestantismus übergetretenen und abgesetzten Erzbischofs Gebhard I. von Waldburg. Daher zog Ernst das Lehen 1612 ein, ohne dass die Erben der letzten Inhaber dies anerkannt hätten. Für diese setzten sich die Niederlande ein. Diese drohten sogar mit Krieg. Erst unter Kurfürst Ferdinand kam es mit Zustimmung des Domkapitels zu einem Vergleich. Nach 1658 wurden die Rechte des Hauses Bentheim anerkannt. Diese verpfändeten das Amt 1670 an Franz Egon und Hermann Egon von Fürstenberg und diese ihrerseits verpfändeten es an Thomas und Gottfried Quentel. Weil diese sich aber in dem Kölner Bistumsstreit auf die Seite des unterlegenen Wilhelm Egon von Fürstenberg-Heiligenberg stellten, wurde ihr Besitz konfisziert und das Lehen erneut eingezogen und nicht wieder vergeben, obwohl das Haus Bentheim dies bestritt. Erst durch Verträge aus den Jahren zwischen 1728 und 1778 erhielt das Haus Bentheim-Tecklenburg den Titel Erbvogt und damit einen Sitz auf der Grafenbank des kurkölnischen Landtages zurück. Die Herrschaft mit den Gerichten in Köln verblieb aber dem Kurfürsten.

## Vögte und (ab 1169) Erbvögte

Wappen der Gemeinde Heppendorf

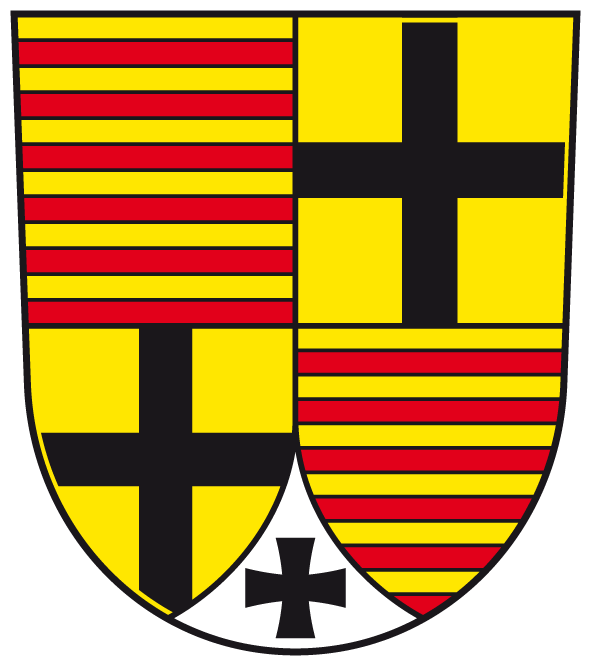
Wappen der ehemaligen Stadt Rheydt

Wappen der Gemeinde Alpen (Niederrhein); ähnlich Gemeinde Herbede (früherer Burgmannensitz der Familie Heppendorf-Elberfeld)

- Hermann I. (III.) von Heppendorf, Herr von Rheydt (* um 1070/1100; † nach 1158),[4] 1124–1125 und 1139–1158 als Erbvogt erwähnt
- Gerhard I. von Heppendorf, Herr von Rheydt († nach 1190), 1159–1190 Erbvogt, besaß die Kölner Vogtei seit 1169 durch Verleihung Erzbischofs Philipp I. von Heinsberg als erbliches Lehen[2][4]
- Hermann II. (IV.) von Heppendorf, Herr von Rheydt (* um 1150/60; † 1234/35), 1190–1230 Erbvogt, verheiratet mit Agnes von Linnep (* um 1160), Tochter des Konrad von Linnepe
- Gerhard II. von Heppendorf, Herr von Rheydt (* um 1180/90; † 1259), 1230–1259 Erbvogt, verheiratet mit Mechtild von Brempt († um 1256), Tochter des Rutger I. von Brempt
- Rüdiger I. von Heppendorf (* um 1212; † 1268), 1259–1268 Erbvogt, verheiratet mit seiner Kusine Gertrudis von Schinnen († nach 1264) von Riehl, Tochter des Gerhard II. van Schinnen (* um 1180; † nach 1253) und der Juliana von Heppendorf († nach 1240); Rüdiger I. und sein Bruder Wilhelm von Heppendorf, Herr zu Rheydt, fielen in der Schlacht an der Ulrepforte[2]

- Gerhard III. (VI.) von Heppendorf († um 1318), 1268–1318 Erbvogt, in erster Ehe um/vor 1278 verheiratet mit einer Elisabeth N. († um/vor 1294)[5] und in zweiter Ehe mit Kunigunde von Alpen (* um 1250; † nach 1294), Tochter des Heinrich IV. von Alpen (* um 1230; † 1274) und der Kunigunde von Wickrath († nach 1271)
- Rüdiger (Rutger) II. (III.) von Heppendorf († 1344/49),[6] Pfandherr zu Alpen, 1318–1344/49 Erbvogt, verheiratet mit Alveradis (Alurait) von Garsdorf († 1357), wahrscheinlich eine Tochter des Gumprecht von Reifferscheid[7]-Garsdorf († um 1351)[8]
- Gerhard IV. (VII.) von Alpen († 1357/59), 1350–1357/59 Erbvogt,[9] verheiratet mit Guda (Guytgin) van Broeckhuysen van Swalme († nach 1378),[10] Tochter des Seger (Sigerius) Voske van Broeckhuysen van Swalmen († nach 1347)
- Gumprecht (Guptas) I. von (Heppendorf-)Alpen (Alpeym) und Garsdorf († um 1381),[6] 1357/59–1379/80 Erbvogt, Bruder des Vorherigen,[9] verheiratet mit Elisabeth von der Mark, einer Tochter des Grafen Adolf II. von der Mark, erhielt 1356 von Sophie von Moers († 1366), der Witwe seines Onkels Heinrich von Reifferscheid-Garsdorf († 1353/56), die Herrschaft Garsdorf,[11][8] seit 1371 in Fehde mit Erzbischof Friedrich III. von Saarwerden, der 1372/73 Garsdorf, Merzenich und Rösberg eroberte. 1373 wurde der Erbvogt abgesetzt,[12] bestätigt 1374 durch Kaiser Karl IV.,[13] 1374 bis 1378 war er in Godesberg in Haft, dann wurde er mit der Erbvogtei wiederbelehnt[14]
- Gumprecht II. von Alpen († 1423),[6] um 1381[15]–1418/22 Erbvogt, verheiratet mit Sweinolt (Else) von Harff († nach 1410),[16] führte Fehden gegen die Stadt Köln (über das Fahr zwischen Köln und Neuss), gegen das Kapitel von St. Aposteln (um einen Hof in Müngersdorf) und gegen das Domkapitel (um das Standrecht für Fahrende (varenden steden) auf dem Domhof während der Kölner Heiligtumsfahrt 1391).[17] Sein Bruder Gerhard (Gerit) von Alpen († 1401) zu Pulheim, verheiratet mit Katherina von Dyck († 1443),[18] wurde 1382 von Geldern mit Alpen belehnt. Die Brüder Gerhard von Alpen, Vogt zu Pulheim, und Rutger von Alpen († 1409/12), Herr zu Garsdorf, befehdeten 1393 die Stadt Köln.[19]
Gumprechts II. von Alpen „Bastardsohn“ Gomprecht von Alpen[20] war nicht erbberechtigt, Gumprecht II. gab die Erbvogtei 1418 vorläufig und 1422 endgültig an seinen Großneffen Gumprecht II. von Neuenahr ab,[21]
- Gumprecht (II.) III. von Neuenahr (* um 1400; † 1484), 1422–1484 Erbvogt, Sohn von Gumprecht I. von Neuenahr, Herr zu Rösberg (Rodisberg) (* um 1370; † 1413), Neffe des Gumprecht II. von Alpen,[21][6] Sohn von Graf Johann III. von Neuenahr-Rösberg († 1405) und (⚭ um 1360) Alveradis von Heppendorf († nach 1416) – einer Tochter des Gumprecht I. von Alpen und Garsdorf († um 1381) –, verheiratet mit Philippa von Loon-Heinsberg (* um 1370; † um 1430) aus dem Haus Sponheim.
Johann II. (III.) von Heppendorf, Herr von Rheydt († 1435) wurde 1424 als angeblicher Erbe des Gumprecht II. von Alpen von König Sigismund von Luxemburg mit der Erbvogtei der Stadt und des Stiftes Köln als Reichslehen belehnt,[22] konnte seinen Anspruch aber nicht durchsetzen. Auch der Knappe Elbert von Alpen-Hönnepel († 1455) um 1452/53,[23] Vinzenz von Moers-Saarwerden (1414–1499) als Verbündeter Erzbischof Ruprechts von der Pfalz 1469[24] und Herzog Karl von Burgund 1473 während der Kölner Stiftsfehde[25] versuchten erfolglos, die Herrschaft Alpen bzw. die Kölner Erbvogtei zu usurpieren
- Wilhelm I. von Neuenahr-Bedburg-Rösberg, von Gumprecht III. testamentarisch als Nachfolger benannt, verzichtete 1484 zugunsten seines Neffen Gumprecht IV. auf die Erbvogtei[26]
- Gumprecht (I., III.) IV. von Neuenahr-Alpen, 1484–1504 Erbvogt;
Dietrich von Bronkhorst-Batenburg († 1508), Sohn des Heinrich von Bronkhorst-Batenburg und der Katharina von Alpen-Hönnepel, versuchte erfolglos, die Herrschaft Alpen in Besitz zu nehmen[27]
- Gumprecht (II., IV.) V. und Friedrich († 1527/28) von Neuenahr-Alpen, 1504–1555 Inhaber der Erbvogtei; als Vormund amtierte zunächst Graf Philipp II. von Waldeck;[28] 1516 wurde der Vorschlag von Philipp von Waldeck zur Bestellung des Wilhelm van Heinsberg als Inhaber (Verweser) der Kölner Vogtei abgelehnt,[29] spätestens 1521 handelt Gumprecht von Neuenahr eigenständig als Erbvogt[30]
- Adolf von Neuenahr, 1555–1589 Erbvogt, 1555–1570 vertreten durch seinen Vormund Hermann von Neuenahr[31]
- Magdalena von Neuenahr-Alpen, 1589–1606 in Besitz der Erbvogtei, vertreten durch ihren Mann Arnold von Bentheim-Tecklenburg
- Adolf von Bentheim-Tecklenburg, 1606–1623 Anspruch auf die Erbvogtei;[32] 1612 wurde das Lehen eingezogen
- Arnold Jost[33] und Wilhelm Heinrich von Bentheim-Steinfurt, 1623–1632  Anspruch auf die Erbvogtei[34]
- Moritz von Bentheim-Tecklenburg, 1632–1670 Erbvogt, ab 1658 vom Erzbischof anerkannt
- Franz Egon, Bischof von Straßburg, und Hermann Egon von Fürstenberg-Heiligenberg, 1670–1688 im Pfandbesitz der Erbvogtei
- Thomas und Gottfried von Quentel, 1688–1689 Pfandbesitz der Erbvogtei, Einzug wegen angeblicher Felonie der Brüder als Anhänger des Koadjutors Wilhelm Egon von Fürstenberg-Heiligenberg im Kölner Bistumsstreit und Heimfall an das Kurfürstentum Köln (bestritten von Bentheim)

## Verwaltungs- und Gerichtsbezirk
Die Erbvogtei zu Köln ist aus der Vogtei über die Stadt Köln hervorgegangen und umfasste ursprünglich auch den Burgbann der Stadt und die Gerichte Hacht, St. Gereon und Eigelstein. Zur Kölner Vogtei gehörte anfangs auch die Aufsicht über die 12 Fronhöfe („xii curtes“) aus dem Tafelgut des Erzbischofs in Elberfeld, Hilden, Zons, Niehl, Deutz, Merrig (= curtis in myrica; deutsch: „Hof in der Heide“, heute Kierberg) und Pingsdorf bei Brühl, Longerich, Deckstein (heute in Köln-Lindenthal), Blatzheim bei Kerpen, Merzenich bei Zülpich und Rüdesheim bei Euskirchen („Elvervelde, Helden, Zunze, Nyle, Duze, Merreche, Pinnistorp, Lunreche, Dekstein, Blatsheim, Merzenich, Rudinsheim“). Als die Güter in Merzenich und Rüdesheim anderweitig als Lehen vergeben worden waren, wurden sie durch Höfe in Broich und Bardenberg („Burche et Bardenbarch“) bei Würselen ersetzt.
Im 18. Jahrhundert war die Vogtei eine Unterherrschaft des Amtes Hülchrath und umfasste die Ortschaften:
- Bickendorf
- Melaten mit Mechtern und dem Subbelrather Hof
- das halbe Dorf Longerich mit den Bergheimer und den Heimersdorfer Höfen, dem Heckhof und dem Nüssenberger Hof sowie Lindweiler
- Volkhoven